# Barão de Telheiras
Barão de Telheiras é um título nobiliárquico criado por D. Maria II de Portugal, por Decreto de 11 de Fevereiro de 1836, em favor de José Balbino Barbosa de Araújo, depois 1.º Visconde de Telheiras.
Titulares
1. José Balbino Barbosa de Araújo, 1.º Barão e 1.º Visconde de Telheiras;
2. Isabel Maria Verquain Barbosa de Araújo, 2.ª Baronesa de Telheiras.